# Brachyurophis approximans
Brachyurophis approximans är en ormart som beskrevs av Glauert 1954. Brachyurophis approximans ingår i släktet Brachyurophis och familjen giftsnokar och underfamiljen havsormar. Inga underarter finns listade i Catalogue of Life.
Arten förekommer i delstaten Western Australia i Australien. Honor lägger ägg.